# 大和田幸治
大和田 幸治（おおわだ こうじ、1927年 - 2012年3月17日）は、昭和から平成時代の労働運動家。全国金属機械労働組合港合同事務局長、同田中機械支部執行委員長。

## 経歴
大阪市天王寺区生まれ。実家は小さな鉄工所。1944年大阪市立都島工業学校在学中に桜島の住友プロペラに動員される。父親は戦死、母親は乳児を連れて疎開。1946年2月三菱化工機（1949年から田中機械）に仕上げ・組み立て工として入社。労働組合に加盟し、職場代議員、執行委員、副組合長、青年婦人対策部などを歴任。1964年3月に組合が同盟金属を脱退、全金に加盟し、全金田中機械支部委員長に就任。臨時工60人の正社員化、男女賃金差別撤廃などを実現。1965年に資本のロックアウト、第二組合結成と闘い、1967年に第二組合の解体、組合統一を実現。その過程で全金南大阪地協の52支部に支援されたことを契機として、企業の塀を超えた地域闘争を展開するようになった。
企業の倒産に際し上部資本や金融資本の責任も追及する「使用者概念拡大の闘争」、「西高東低」と言われた高額賃上げ闘争、全金港合同支部の組織化運動など、労働組合結成や労働争議を指導。1978年3月に田中機械が自己破産を申し立て、従業員全員を解雇するが、組合は工場占拠・自主生産を続けながら裁判所や地労委で運動を展開。地労委が倒産・解雇無効、管財人の団交応諾義務を認める救済命令を出し、会社・管財人がこの命令を受け入れたため、会社・管財人と組合の双方が訴訟を取り下げ、1989年に組合側が全面勝利した（田中機械破産突破闘争）。2000年に「NPOみなと」を設立。
国鉄闘争にも取り組み、1998年に東京地裁が1047名の解雇をめぐりJR各社の不当労働行為を否定する判決を出すと、港合同・関西生コン支部・動労千葉で3労組共闘を立ち上げた。2000年に国労が四党合意を受け入れた後、四党合意に対する労働委員会闘争、「国労5・27臨大闘争弾圧」との闘い、鉄建公団訴訟に取り組んだ。2010年に国鉄闘争全国運動の呼びかけ人の1人となった。
2011年9月に医師から大腸がんの全身転移を告知されたが、その後も争議の指導や学習会の講師などを続け、2012年3月17日に85歳で死去した。革共同再建協によれば84歳。新左翼・旧社会党左派系の雑誌『労働情報』、全国労働組合交流センターの機関誌『労働運動』、革共同・中核派の機関紙『前進』、革共同再建協の機関紙『未来』、日本革命的共産主義者同盟 (JRCL)と国際主義労働者全国協議会の機関紙『かけはし』などに追悼文が掲載された。
2012年7月に追悼集『団結こそ命、闘いこそ力――港合同田中機械支部大和田委員長追悼集』（大和田委員長追悼集刊行委員会編）が三一書房から刊行された。また同月に大阪市内で追悼会が開かれ、労働法学者の佐藤昭夫早大名誉教授、田中機械弁護団の浦功弁護士、全国一般東京東部労組の石川源嗣副委員長、関西生コン支部の武建一委員長などが出席した。

## 著書
- 『企業の塀をこえて――港合同の地域闘争』（全国金属機械労働組合港合同編、アール企画、発売：星雲社、2001年12月）